# Drymocallis glandulosa
Drymocallis glandulosa är en rosväxtart. Drymocallis glandulosa ingår i släktet trollsmultronsläktet, och familjen rosväxter.

## Underarter
Arten delas in i följande underarter:
- D. g. arizonica
- D. g. ashlandica
- D. g. ewanii
- D. g. glabrata
- D. g. glandulosa
- D. g. globosa
- D. g. hansenii
- D. g. micropetala
- D. g. nevadensis
- D. g. pseudorupestris
- D. g. reflexa

## Bildgalleri

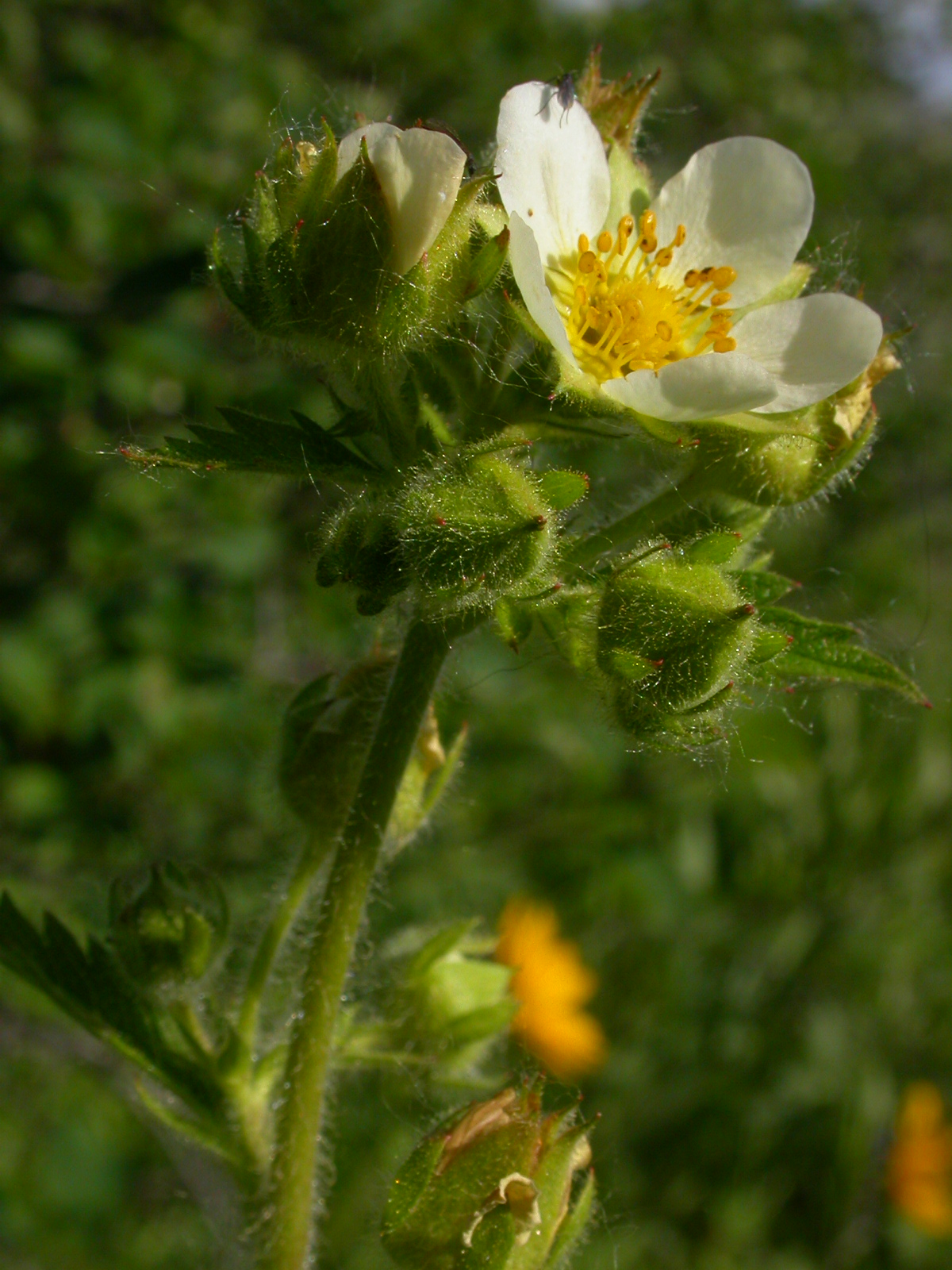
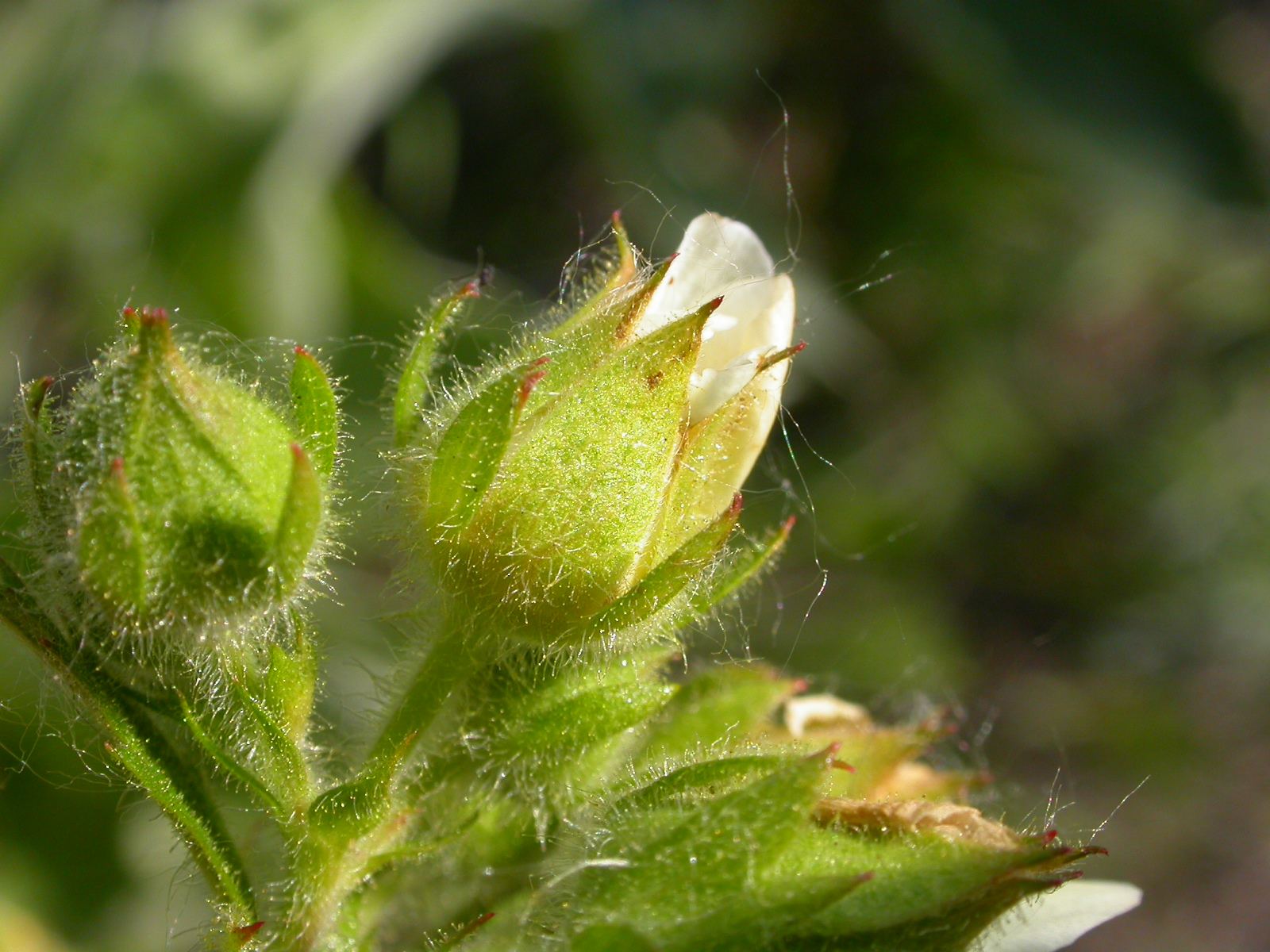
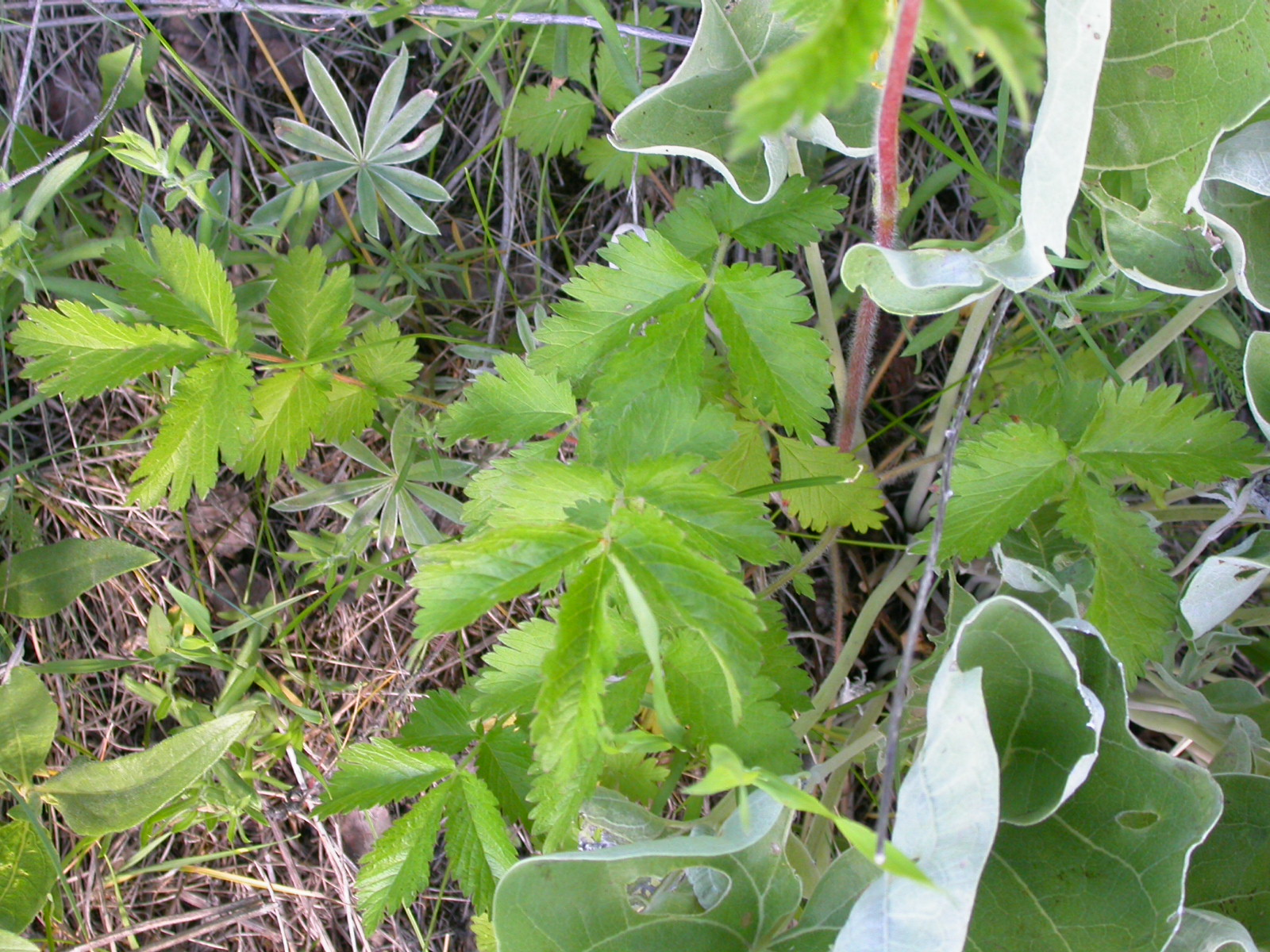
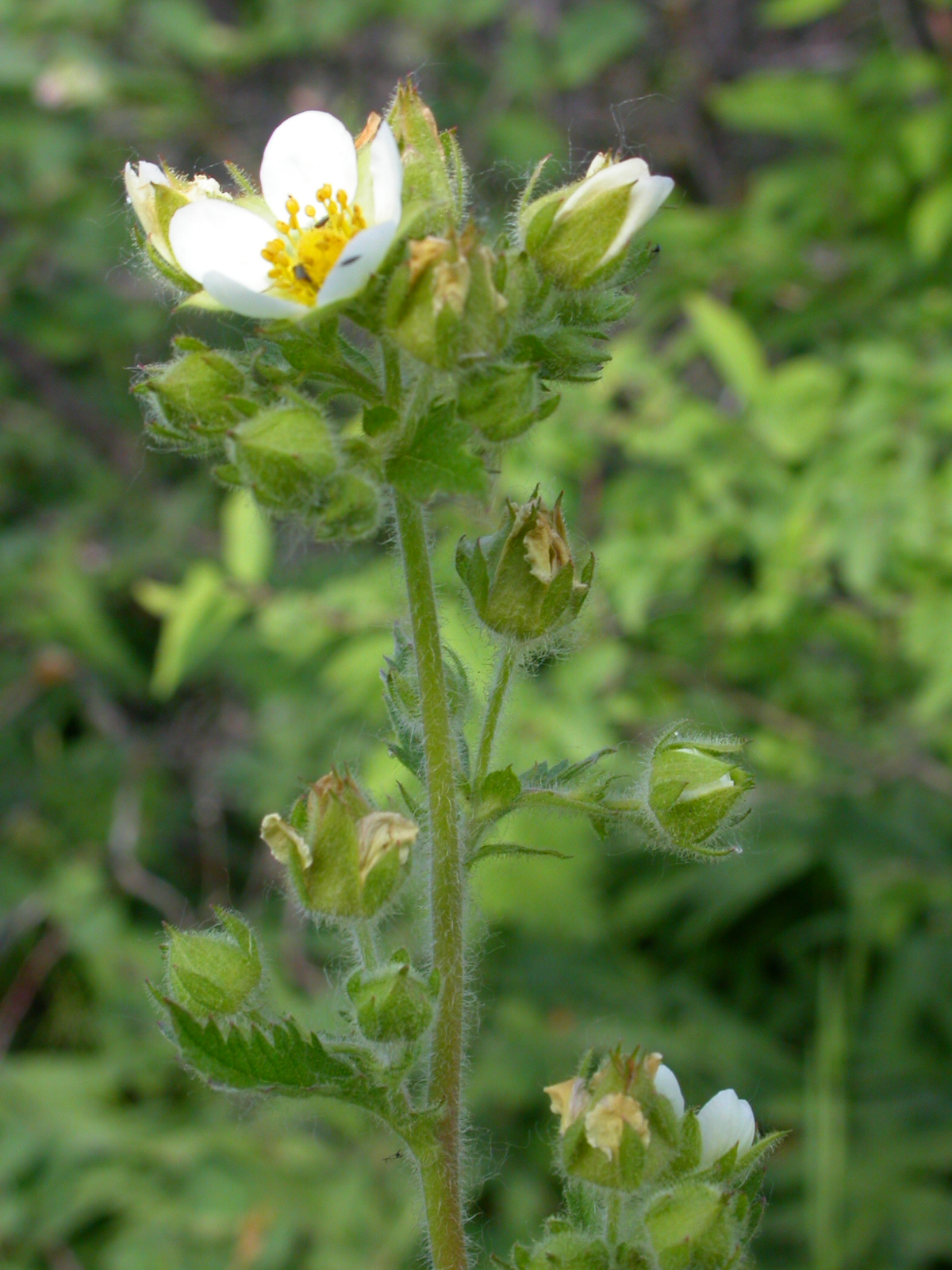